# Komitet Centralny Komunistycznej Partii Rumunii
Komitet Centralny Komunistycznej Partii Rumunii (Comitetul Central al Partidului Comunist Român) – centralna instancja partii, wykonująca polecenia Biura Politycznego Komunistycznej Partii Rumunii, de facto organ zarządzania wszystkimi dziedzinami życia w tym kraju.

## Komórki organizacyjne
- Wydział Kancelarii (Secția Cancelarie)
- Wydział Organizacyjny (Secția Organizatorică)
- Wydział Kadr (Secția Cadre)
- Wydział Zagraniczny (Secția Relații Externe)
- Wydział Administracyjno-Polityczny (Secția Administrativ-Politică)
- Wydział Gospodarki (Secția Economică)
- Wydział Rolny (Secția Agrară)
- Wydział Propagandy i Agitacji (Secția Propagandă și Agitație)
- Wydział Gospodarki Partii (Secția Gospodăria de Partid)[1]

Przy KC funkcjonowały:
- Komisja Kontroli KPR (Comisia de Control PCR)
- Akademia Kształcenia Społeczno-Politycznego KC KPR im. Ștefana Gheorghiu (Academia de învățămînt social-politic Ștefan Gheorghiu de pe lîngă CC al PCR)
- Akademia Nauk Społecznych i Politycznych (Academia de Științe Sociale și Politice)
- Instytut Studiów Historycznych i Społeczno-Politycznych (Institutul de Studii Istorice și Social-Politice)
- Scînteia, redakcja dziennika KC

## Siedziba Komitetu Centralnego
Początkowo mieścił się przy str. Ștefan Gheorghiu 14 (-1958), następnie w wybudowanym w latach 1938-1941 kompleksie budynków przy Piața Revoluției 1a (1958-1989). Później zajmował je Senat (1989-2004), zaś obecnie trzy resorty - Ministerstwo Spraw Wewnętrznych (Ministerul Afacerilor Interne), Ministerstwo Zdrowia (Ministerului Sănătății) oraz Ministerstwo Pracy i Sprawiedliwości Społecznej (Ministerul Muncii și Justiției Sociale).